# Edward Czaban
Edward Paweł Czaban (ur. 26 września 1819 w Warszawie, zm. 16 października 1897 tamże), przedsiębiorca polski, filantrop.
Pochodził z warszawskiej rodziny kupieckiej, był synem Tomasza i Elżbiety z domu de Baldi. Od 11. roku życia kształcił się w zawodzie kupca w Hamburgu, następnie studiował na uniwersytecie w Londynie. Prowadził w Newcastle hurtowy handel węglem, potem w Rouen handel drzewem. Dorobił się dużego majątku. Od 1864 mieszkał w Paryżu, kilka lat przed śmiercią powrócił do Warszawy.
W testamencie ustanowił szereg zapisów na cele społeczne, o łącznej wartości 525 tysięcy rubli. Przekazał m.in. 50 tysięcy rubli krakowskiej Akademii Umiejętności na badania naukowe i publikacje dotyczące gwary ludu polskiego oraz po 30 tysięcy rubli Uniwersytetowi Jagiellońskiemu, Warszawskiemu i Lwowskiemu na fundusze stypendialne. Spoczywa na cmentarzu Powązkowskim w Warszawie (kwatera 21-6-28).